# Pitohui uropygialis
Pitohui uropygialis là một loài chim trong họ Oriolidae. Loài này được tách ra từ Pitohui kirhocephalus, trên cơ sở bài báo của Dumbacher et al. (2001).
Nó được tìm thấy ở New Guinea và một số đảo cận kề. Môi trường sống tự nhiên của nó là các khu rừng ẩm thấp vùng đất thấp nhiệt đới và cận nhiệt đới. Nó là một trong số ít các loài chim có độc, với độc chất thuộc nhóm batrachotoxin.

## Phân loài
Năm phân loài được công nhận:
- P. u. uropygialis - (Gray, GR, 1862): Tìm thấy trên đảo Salawati và Misool (quần đảo Raja Ampat ở miền tây quần đảo Papua và tây Vogelkop (tây bắc New Guinea).
- P. u. brunneiceps - (D'Albertis & Salvadori, 1879): Nguyên được mô tả như là loài tách biệt. Tìm thấy từ vịnh Papua tới sông Fly (nam New Guinea).
- P. u. nigripectus - van Oort, 1909: Tìm thấy từ sông Mimika tới sông Pulau (nam New Guinea).
- P. u. aruensis - (Sharpe, 1877): Nguyên được mô tả như là loài tách biệt. Tìm thấy trên quần đảo Aru (ngoài khơi tây nam New Guinea).
- P. u. meridionalis - (Sharpe, 1888): Nguyên được mô tả như là loài tách biệt. Tìm thấy ở đông nam New Guinea.